# François Ravaillac
François Ravaillac (Touvre, settembre 1578 – Parigi, 27 maggio 1610), prima factotum presso la nobiltà e il clero di Angoulême, e poi insegnante scolastico, fu l'assassino del re Enrico IV di Francia e la penultima persona in Francia ad essere stata condannata a morte per mezzo dello squartamento, prima di Robert François Damiens.

## Biografia

### La famiglia
François Ravaillac nacque a Touvre, vicino ad Angoulême, in una regione traumatizzata dalle guerre di religione. La famiglia, di origini pressoché ignote, possedeva ad Angoulême degli uffici giudiziari. Il nonno e lo zio, in particolare, erano procuratori presso il tribunale della provincia di Angoumois, mentre due zii materni erano canonici presso la cattedrale di Angoulême. Ciò rendeva la famiglia Ravaillac un'esponente di spicco della nobiltà di toga di Angoumois.
Il padre Jean era invece un uomo di indole violenta, che lo aveva portato ad avere frequenti noie con la legge. Segretario del sindaco di Angoulême, divenne un alcolista dopo aver perso il lavoro nel 1588, a causa della sua partecipazione ad un tentativo di assassinare il duca d'Épernon, governatore della città di fede cattolica, mentre la madre Catherine Françoise Dubreuil, sorella maggiore dei due canonici, era conosciuta per la sua carità cristiana. Il suo unico fratello maggiore, Geoffrey, di due anni più vecchio, era noto per la sua brutalità e i suoi guai giudiziari, mentre le sue due sorelle minori lasciarono presto la casa di famiglia. Aveva anche un fratello minore, Jean. Il padre, dal canto suo, sperperò la ricchezza della moglie, che ottenne la separazione dei beni tra il 1605 e il 1606, lasciando il resto della famiglia nella miseria.
I suoi zii canonici, Julien e Nicolas Dubreuil, gli insegnarono a leggere e scrivere e gli inculcarono presto l'odio verso gli ugonotti. I suoi concittadini insistevano nel parlarne come di un giovane quieto e mite, di cui poteva recare spavento solo l'aspetto fisico: alto e grosso com'era, con un volto sempre pallido, dove mai appariva un sorriso.

### La carriera
Figlio cadetto, cominciò la sua vita lavorativa all'età di undici anni, come valletto e impiegato presso lo studio legale di Du Rozier ad Angoulême, oltre che fattorino giudiziario di un procuratore parigino, per il quale frequentò diversi tribunali provinciali. Tornato ad Angoulême, divenne maestro di scuola e insegnò il catechismo a ottanta bambini. Tutti lavori mal pagati, tanto da ridurlo a vivere in una condizione vicina a quella di chiedere l'elemosina. Il 22 dicembre 1590, ricevette l'ordinazione ecclesiastica ad Angoulême.
Fanaticamente ossessionato da idee religiose, disperato e coperto di parassiti, chiese di entrare a far parte di alcuni ordini religiosi, ma senza successo. In particolare, la sua richiesta di aggregarsi come frate converso all'ordine ascetico dei foglianti fu respinta dopo un breve periodo di prova, perché appariva in preda a visioni mistiche. Nel 1606, per le stesse ragioni, fu respinto anche dalla compagnia di Gesù.
Profondamente mistico e sempre ossessionato dalle visioni, aveva certamente un profilo psicologico particolare. Sembra che più volte nel confessionale si fosse accusato di omicidio volontario, presentando il suo crimine come una missione divina. C'era stato effettivamente un procedimento penale a suo carico. Lo si era sospettato di avere ucciso un uomo, ma poi era stato assolto perché riconosciuto innocente.
Nel 1608 si recò a Parigi, incaricato dal duca d'Épernon, suo protettore, perché seguisse il corso di una causa civile presso il tribunale parigino come suo cancelliere. Fu un piccolo salto di qualità: ebbe modo d'incontrare gente che era ben diversa da quella della natia Angoulême. Frequentò gli ambienti cattolici, che dopo l'editto di Nantes erano irati contro Enrico IV di Borbone, da loro accusato, e non a torto, di essersi convertito soltanto per ottenere il trono. Fu in questi ambienti di accaniti papisti che, forse, acuì il suo odio contro i protestanti. Poco dopo, ripartì da Parigi per altri piccoli incarichi sempre commissionati dal duca d'Épernon.
Nel 1609, disse di avere avuto una visione in cui gli sarebbe stato ordinato di convincere Enrico IV a convertire gli ugonotti al cattolicesimo e, per comunicare queste sue visioni al re, viaggiò tre volte a Parigi, fra il giorno di Pentecoste del 1609 e il maggio del 1610. Non riuscendo ad incontrare il re, e avendo Enrico IV deciso di sostenere i principi protestanti nella guerra di successione di Juliers-Kleve, Ravaillac interpretò questa decisione come una volontà da parte del monarca di cominciare una guerra contro la fede cattolica e il papa. Deciso a fermare il Grand dessein di Enrico IV, che con l'impresa antiasburgica avrebbe dovuto vendicare la vergogna di Cateau-Cambrésis del 1559, decise quindi di ucciderlo.

### Il regicidio

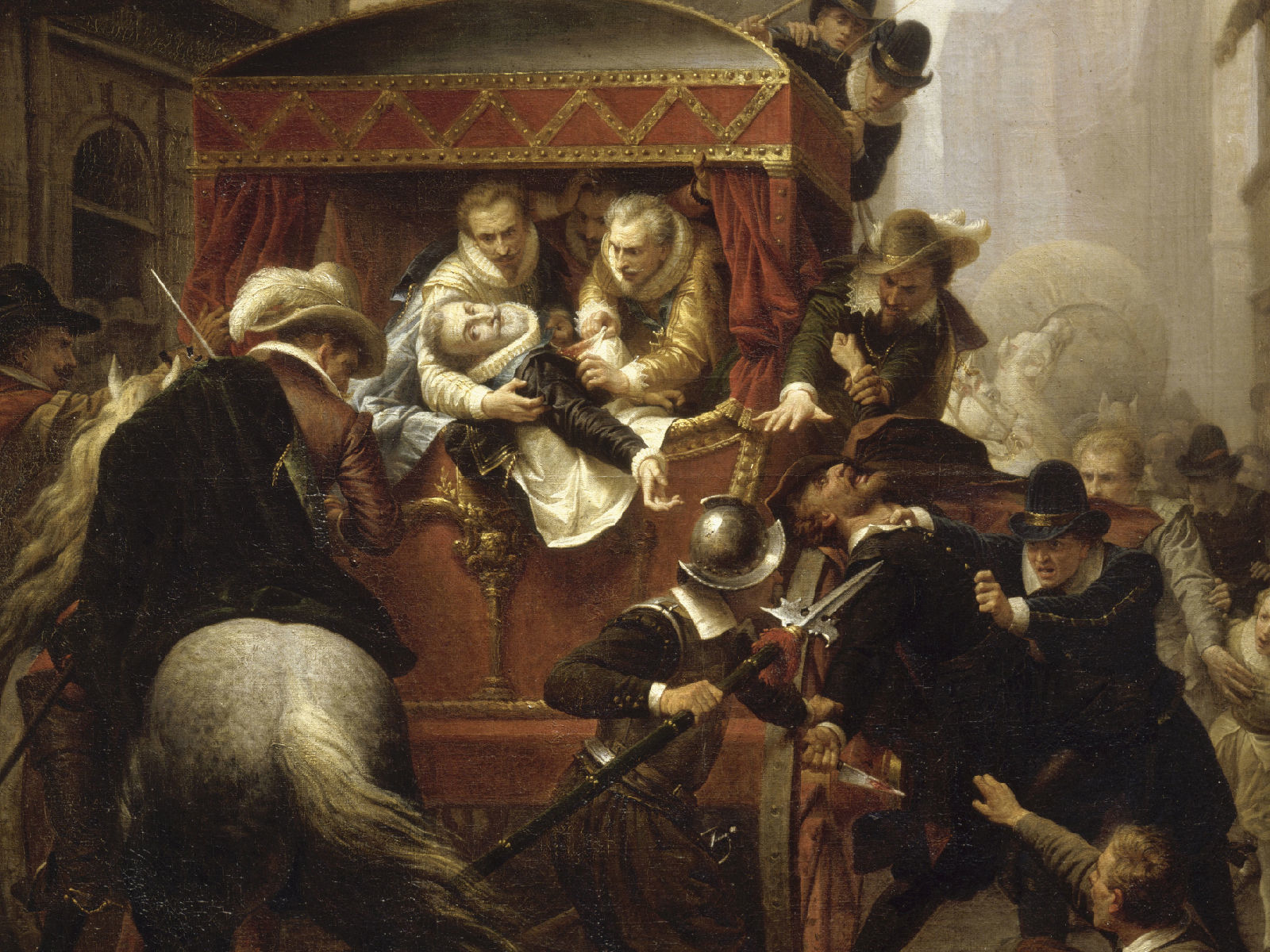
Assassinio di Enrico IV e arresto di Ravaillac.

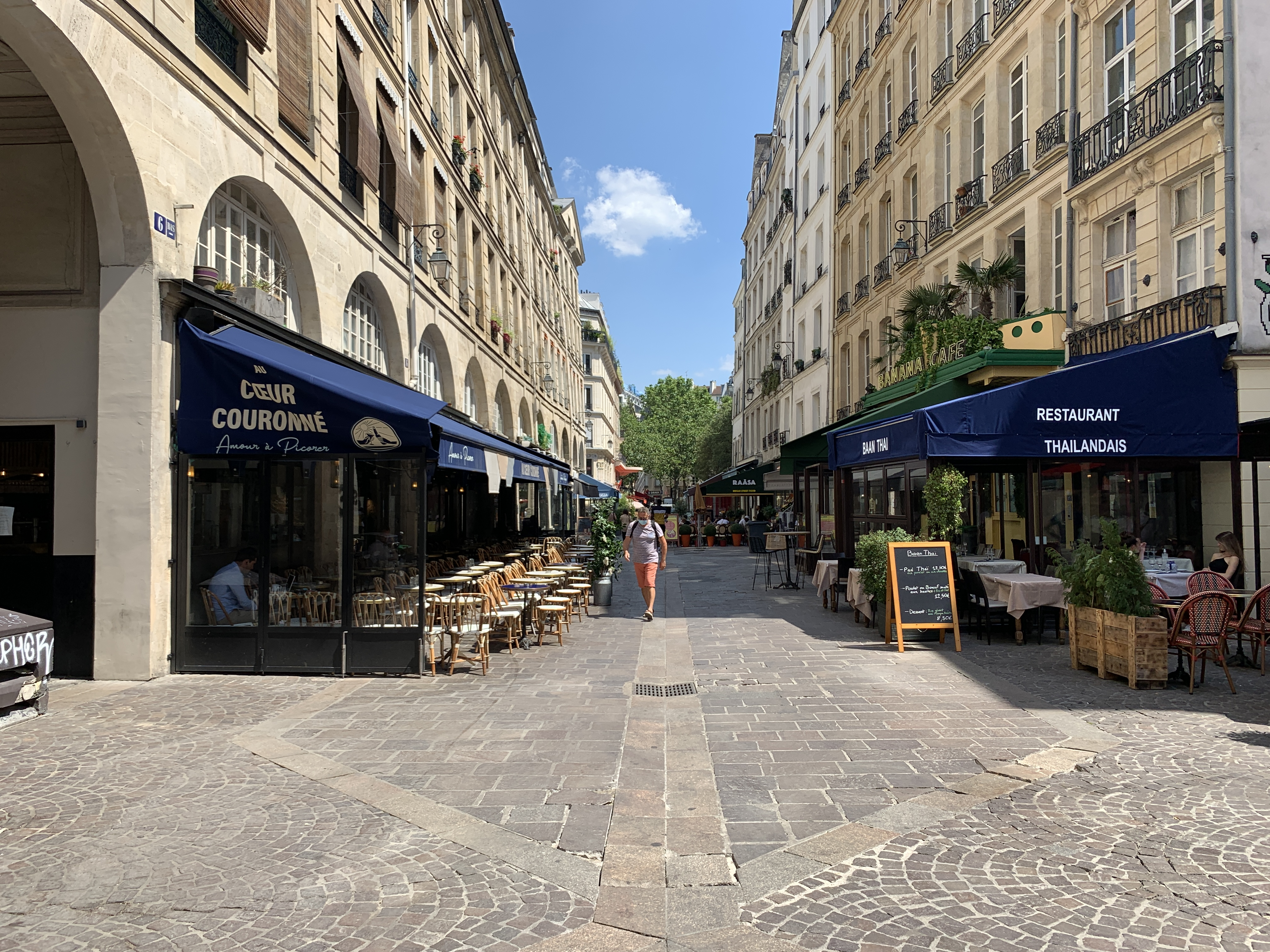
La parigina rue de la Ferronnerie come si presenta oggigiorno.

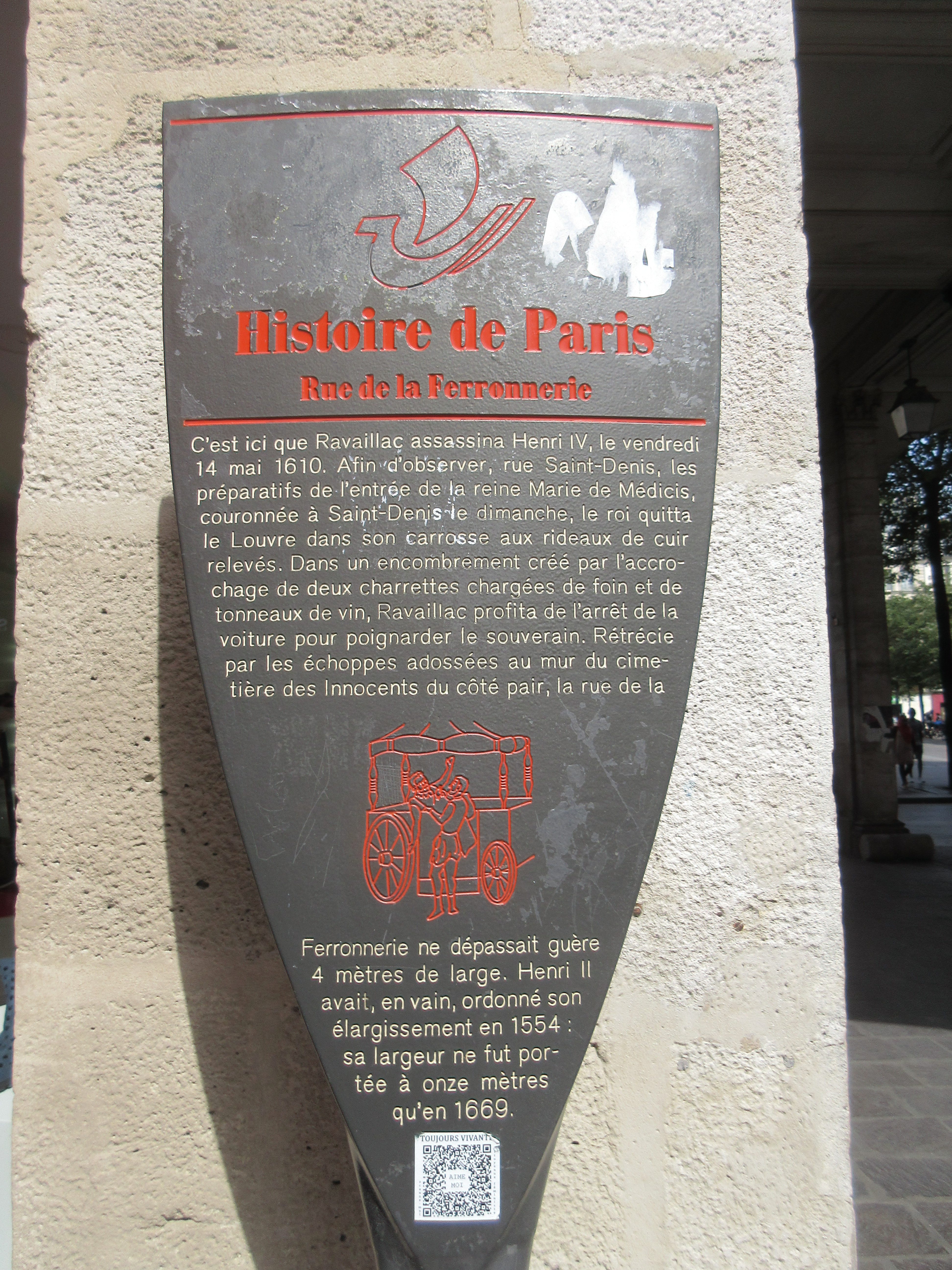
Targa commemorativa dello storico regicidio in rue de la Ferronnerie.

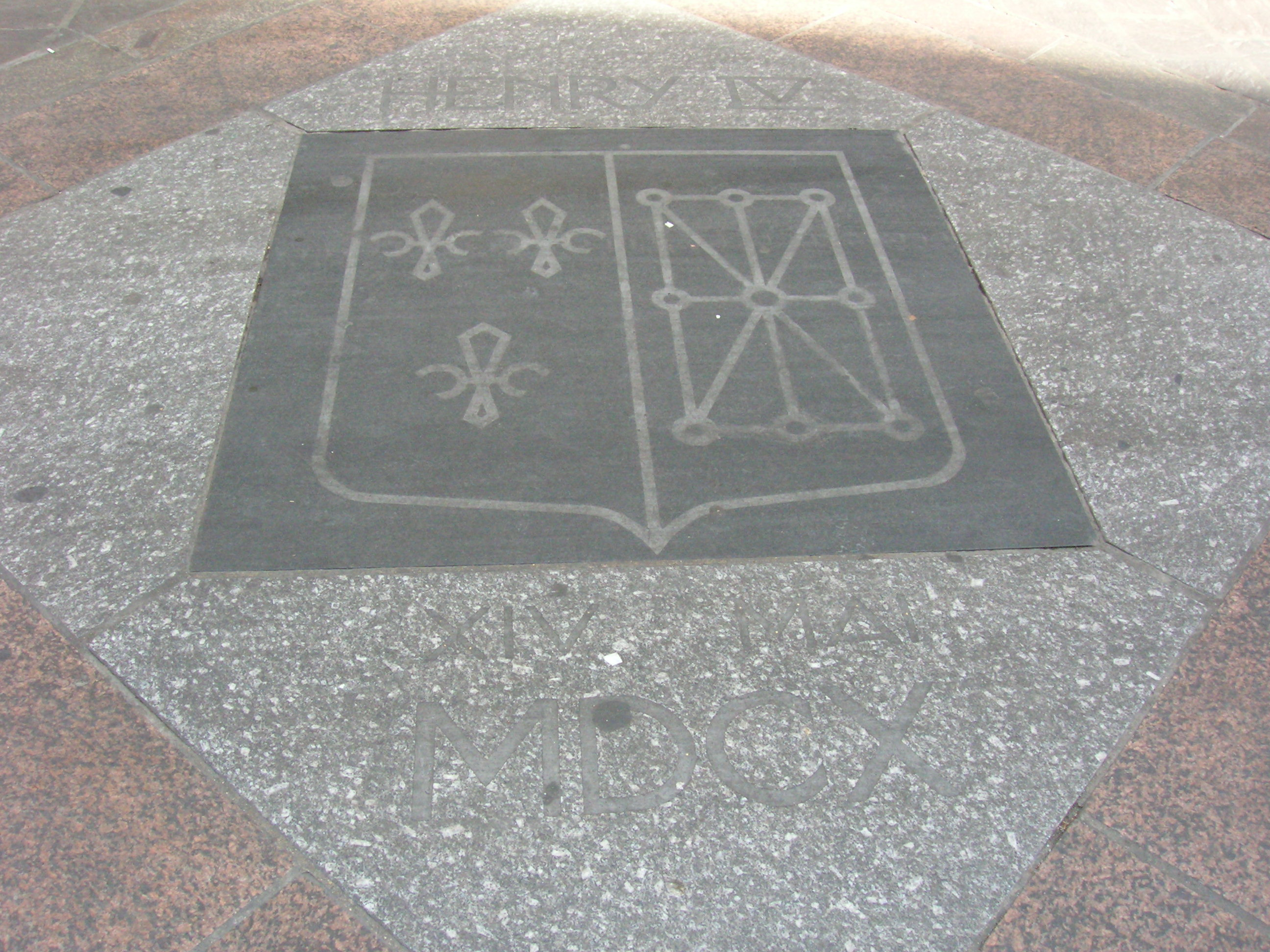
Pietra commemorativa posta sulla strada nel luogo esatto (fra i civici 4 e 6) dove passò la carrozza del re.

Poche settimane prima del delitto, aveva rubato un coltello a doppia lama in una piccola locanda, al fine di uccidere il re. Tuttavia, cambiò idea più volte e, alla fine, consigliato in confessione da padre d'Aubigny, un gesuita di rue Saint-Antoine, decise di tornare nella sua terra natale, spuntando il filo dell'arma nei pressi della città di Étampes. Sempre qui, convinto nuovamente della necessità del suo atto, riaffilò il coltello e si diresse ancora una volta verso i bassifondi di Parigi. 
La mattina del 14 maggio 1610, Enrico IV si era trattenuto al palazzo del Louvre, ma alle quattro del pomeriggio, seguito da Ravaillac, uscì sulla carrozza reale per recarsi all'arsenale della Bastiglia, per un incontro con il duca di Sully, ministro delle finanze di fede protestante e governatore della fortezza, allettato per un'influenza.
Volendo assistere in prima persona ai preparativi in programma per l'ingresso solenne a Parigi di Maria de' Medici, consacrata regina solo il giorno prima, Enrico IV fece aprire le tende in pelle della sua carrozza e, poiché desiderava passare per le vie di Parigi in maniera anonima o comunque il tragitto era previsto essere molto breve, il re non aveva voluto la guardia a cavallo, accontentandosi solo di una piccola scorta di soldati appiedati. Sedeva un po' indietro nella grande carrozza, come a nascondersi, con la sua persona protetta da quattro dei suoi funzionari, tra i quali il duca d'Épernon e il duca de Montbazon, che gli facevano da accompagnatori.
Attorno alle 16:15, giunta nella stretta rue de la Ferronnerie (di appena quattro metri di larghezza), nell'attuale quartiere di Halles, all'angolo con rue Jean Tison, la carrozza dovette fermarsi a causa della presenza di un veicolo di un venditore di attizzatoi che le sbarrava la strada o, secondo altre fonti, di un carro di fieno bloccato a sua volta da una carrozza che trasportava delle botti di vino. A questo punto Ravaillac saltò sul predellino di destra e, estratto rapidamente il coltello, colpì tre volte.
L'arma di Ravaillac penetrò due volte nel corpo di Enrico IV: vicino all'ascella, senza grossi danni, e poi fra la seconda e terza costola, recidendo l'aorta e raggiungendo il polmone destro. Il terzo colpo invece terminò sulla manica del duca de Montbazon. 
Riportato al Louvre di gran carriera, dove accorsero l'arcivescovo d'Embrun e il primo medico Petit, Enrico IV morì nella sua carrozza, anche se diverse testimonianze dell'epoca parlarono della sua agonia sul letto nelle stanze della regina.

### La morte

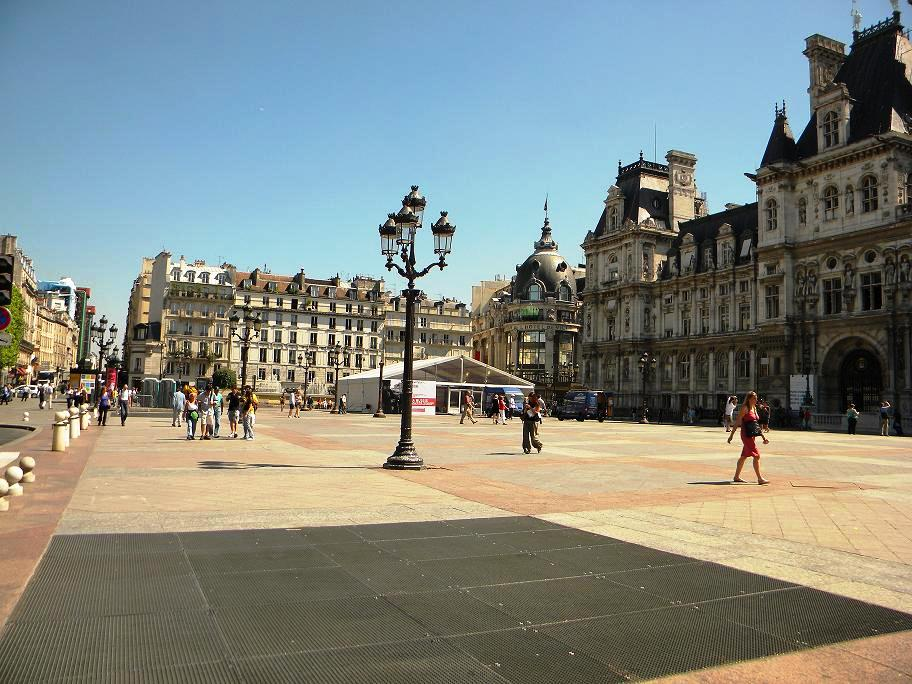
Il luogo dello squartamento usato per le pubbliche esecuzioni e riunioni popolari: l'odierna Place de l'Hôtel-de-Ville, IV arrondissement parigino, ebbe il nome di Place de Grève fino al 1803.

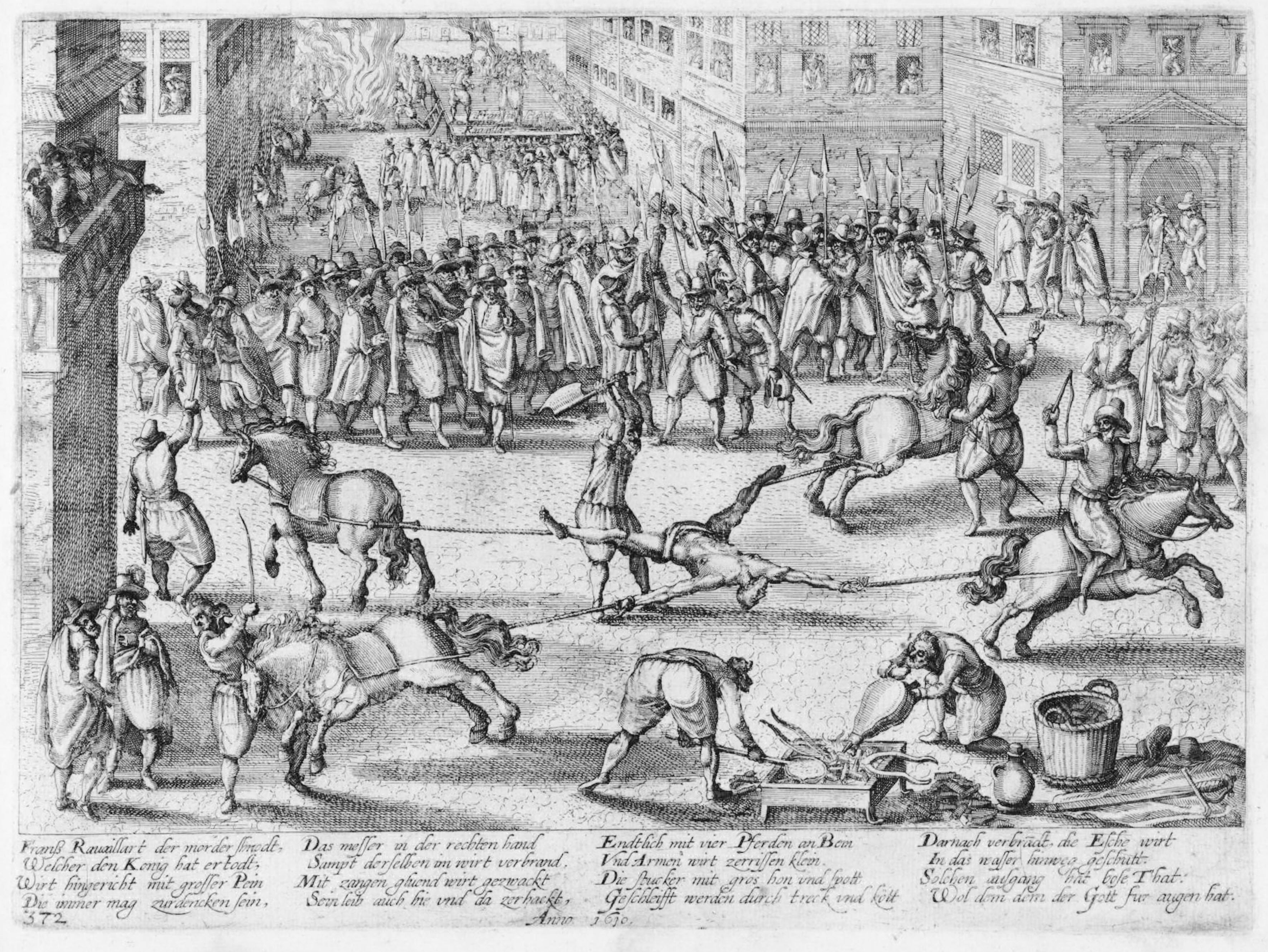
La scena finale dello squartamento nell'allora Place de Grève in una stampa di Frans Hogenberg.

Ravaillac non fuggì e rimase immobile con un'aria sconcertata. Immediatamente arrestato dal maresciallo de La Force per sottrarlo alla folla inferocita, venne dapprima condotto nell'Hôtel de Retz e poi trasferito alla Conciergerie, nella torre Montgomery, dove verrà rinchiuso oltre un secolo dopo, nel 1757, anche Robert François Damiens, reo del tentato regicidio di Luigi XV di Francia. Nel corso del processo a suo carico, venne più volte torturato per essere costretto a rivelare i nomi dei suoi complici, ma affermò sempre di aver agito da solo. Dimostrò dispiacere per l'atto compiuto, ma era convinto di essere uno strumento di Dio.
Tredici giorni dopo, il 27 maggio 1610, su decisione del Parlamento di Parigi, venne messo a morte nella Place de Grève con una versione di squartamento riservata in Francia ai delitti più gravi: gambe e braccia vennero legate a quattro cavalli, fatti poi muovere in direzioni opposte. Anche poco prima che l'esecuzione avvenisse, aveva negato al confessore di avere avuto complici. Lo storico inglese Alistair Horne riporta così una testimonianza relativa alla morte del Ravaillac:
La casa del regicida fu demolita, i genitori vennero esiliati e al resto della famiglia venne ordinato di non usare più il cognome Ravaillac.

## La teoria del complotto
Il regicidio scatenò una grande polemica, perché durante il regno di Enrico IV erano stati sventati più di venti complotti ai danni del re e numerosi tentativi di assassinarlo.
I gesuiti furono accusati di aver spinto Ravaillac al regicidio, secondo una legittimazione descritta in una tesi pubblicata nel 1598, De rege et regis institutione, da Juan de Mariana. I trattati di teologia gesuita dell'epoca giustificavano infatti il tirannicidio, a patto che fosse conseguenza di un ordine divino. La missione divina garantiva allo stesso tempo la salvezza eterna dell'assassino. Questa tesi venne condannata dalla Sorbona lo stesso giorno del supplizio di Ravaillac e lo scritto di de Mariana venne bruciato pubblicamente l'8 giugno.
Un anno prima, nel 1609, Jacqueline d'Escoman, dama di compagnia di Henriette d'Entragues, marchesa di Verneuil, dichiarò ripetutamente di essere a conoscenza di un complotto contro il re, organizzato dalla marchesa di Verneuil e dal duca d'Épernon. L'entourage del re non tenne in considerazione questa denuncia, abituato com'era a questi ripetuti sospetti di complotti. È anche possibile che la dama della marchesa di Verneuil fosse stata ridotta al silenzio e imprigionata alla Conciergerie con l'accusa d'aver abbandonato i figli. Liberata nel gennaio 1611, accusò nuovamente il duca e la marchesa di essere responsabili della morte di Enrico IV, agendo per conto della Spagna. Da parte sua, Ravaillac aveva sempre proclamato di aver agito solo. Fu quindi imbastito un processo. Le due parti furono ascoltate dal nuovo presidente, Monsieur de Verdun, una persona prossima al duca d'Épernon e che aveva spinto al congedo il precedente giudice, Achille de Harlay, magistrato al Parlamento di Parigi. La questione si concluse con un non luogo a procedere per gli accusati, mentre l'accusatrice fu condannata per calunnia e imprigionata.
La tesi del complotto riprese nuovo vigore quando venne rievocata da Jules Michelet nella sua Storia di Francia (1857). Sulla base di due testimonianze (quella di Jacqueline le Voyer, detta "demoiselle d’Escoman", condannata per calunnie, e di Pierre Dujardin, noto come il capitano La Garde), Michelet descrisse come il duca d'Épernon, la contessa de Verneuil e la coppia Concini avessero manipolato Ravaillac, con l'appoggio della regina Maria de Medici e di Filippo III di Spagna. Riprendendo la tesi di Michelet, lo storico Philippe Erlanger affermò che, al suo arrivo a Parigi, Ravaillac era stato ospitato da Charlotte du Tillet, l'amante della duca d'Épernon, che avrebbe ospitato anche incontri segreti fra il futuro regicida, il duca d'Épernon e la marchesa de Verneuil.
L'inaffidabilità di Jacqueline d'Escoman e il comportamento del duca d'Épernon al momento dell'assassinio (impedì infatti il linciaggio di Ravaillac, per poterlo interrogare e scoprirne i complici), sembrano però indicare che la tesi del complotto che coinvolgeva queste personalità sia da scartare.
Nel 2009, lo storico Jean-Christian Petitfils ha proposto un'altra ipotesi. Ravaillac sarebbe stato manipolato dall'arciduca dei Paesi Bassi cattolici, Alberto d'Asburgo, per timore che Enrico IV tentasse di riportare in Francia Charlotte de Montmorency, la moglie del principe di Condé, fuggita a Bruxelles. I principi di Condé ritornarono a Parigi solo dopo la morte di Enrico IV.
Negli anni seguenti il regicidio si venne a sapere che Ravaillac avrebbe fatto parte di un gruppo di fanatici religiosi chiamato Octagonus, i cui membri si distinguevano per l'uso di un simbolo, un ottagono con il nome di Gesù scritto da ogni lato. disegno presente su una pergamena trovata addosso a Ravaillac. Vi sono poche notizie su questa organizzazione segreta, ma molti studiosi ritengono che lavorasse per la Santa Alleanza, organizzazione spionistica fondata da papa Pio V prevalentemente in funzione antiprotestante.